# Puya hortensis
Puya hortensis är en gräsväxtart som beskrevs av Lyman Bradford Smith. Puya hortensis ingår i släktet Puya och familjen Bromeliaceae. Inga underarter finns listade i Catalogue of Life.